# Aeroportul Kavieng
Aeroportul Kavieng (IATA: KVG, ICAO: AYKV) este un aeroport din New Ireland Province⁠(d), Papua Noua Guinee. A fost numit după Kavieng⁠(d).
Situat la o altitudine de 4 m, aeroportul dispune de o singură pistă.